# Paradelius ruber
Paradelius ruber är en stekelart som beskrevs av Whitfield 1988. Paradelius ruber ingår i släktet Paradelius och familjen bracksteklar. Inga underarter finns listade i Catalogue of Life.